# Priscilla Lopes-Schliep
Priscilla Lopes-Schliep (ur. 26 sierpnia 1982 w Scarborough) – kanadyjska lekkoatletka, płotkarka, brązowa medalistka igrzysk olimpijskich w Pekinie w biegu na 100 m przez płotki.
19 sierpnia 2008 odniosła największy dotychczasowy sukces zostając brązową medalistką olimpijską. Uzyskała taki sam czas co srebrna medalistka Australijka Sally McLellan. W roku 2009 została wybrana najlepszą lekkoatletką Kanady. 13 marca 2010 wywalczyła brąz halowych mistrzostw świata.
Zwyciężczyni łącznej punktacji Diamentowej Ligi 2010 w biegu na 100 metrów przez płotki.

## Sukcesy
| Rok  | Zawody                    | Miasto | Miejsce | Konkurencja       | Czas    |
| ---- | ------------------------- | ------ | ------- | ----------------- | ------- |
| 2008 | Igrzyska olimpijskie      | Pekin  | 3       | Bieg na 100 m ppł | 12,64 s |
| 2009 | Mistrzostwa świata        | Berlin | 2       | Bieg na 100 m ppł | 12,54 s |
| 2010 | Halowe mistrzostwa świata | Doha   | 3       | Bieg na 60 m ppł  | 7,87 s  |

## Rekordy życiowe
- bieg na 100 m przez płotki – 12,49 s (2009)
- bieg na 50 m przez płotki (hala) – 6,82 s (2008)
- bieg na 60 m przez płotki (hala) – 7,82 s (2010)